# Bryum dentatum
Bryum dentatum är en bladmossart som beskrevs av Harumi Ochi 1977. Bryum dentatum ingår i släktet bryummossor, och familjen Bryaceae. Inga underarter finns listade i Catalogue of Life.